# Cromford Mill
Cromford Mill fue la primera fábrica impulsada mediante energía hidráulica. Fundada por Richard Arkwright en 1771 en Cromford (Derbyshire, Gran Bretaña) fue rápidamente imitada por muchas otras fábricas en Lancashire, Alemania y los Estados Unidos, formando la base de la inmensa fortuna de Arkwright. Constituye una pieza central de las Fábricas del valle del Derwent, que desde 2001 son Patrimonio de la Humanidad de la Unesco.

## Historia
Tras la invención de la lanzadera volante para tejer algodón en 1733 la demanda de hilo de algodón aumentó enormemente en Gran Bretaña. Las máquinas para su cardado e hilado ya habían sido desarrolladas pero resultaban poco eficientes y el algodón que producían no alcanzaba la calidad necesaria para formar el tramado del tejido. En 1769, Arkwright patentó la hiladora Water Frame capaz de aprovechar la fuerza de un molino de agua, tras haber probado previamente su uso con caballos en un molino de Nottingham.
Escogió el pueblo de Cromford porque disponía todo el año del caudal de agua caliente procedente del drenaje de las cercanas minas de plomo de Wirksworth. Arkwright mandó levantar un molino de cinco plantas similar al molino de seda de la cercana Derby, con la colaboración de Jedediah Strutt, Samuel Need y John Smalley. Desde 1772, ese molino giró incesantemente, durante todo el día y toda la noche.
La fábrica comenzó empleando a 200 trabajadores, más de los que la localidad podía proporcionar en aquellas fechas, de modo que Arkwright construyó un alojamiento e importó la mano de obra de otros lugares, siendo uno de los primeros industriales en hacer algo similar. La mayoría de sus empleados eran mujeres y niños, contando los más jóvenes con tan solo 7 años de edad, que trabajaban en turnos de trece horas y tenían una semana de vacaciones al año (con la condición de no abandonar el municipio). Más adelante, Arkwright aumentaría la edad mínima hasta los 10 años y los niños recibían seis horas de educación semanales, lo que les permitiría ocuparse de la contabilidad, algo que sus padres, siendo analfabetos, eran incapaces de hacer.
La puerta de Cromford Mill se cerraba puntualmente a las 6 de la mañana y a las 6 de la tarde todos los días, y cualquier empleado que no llegaba a cruzarla a tiempo perdía, no tan solo la paga de ese día, sino que también era multado con la paga de un día más.

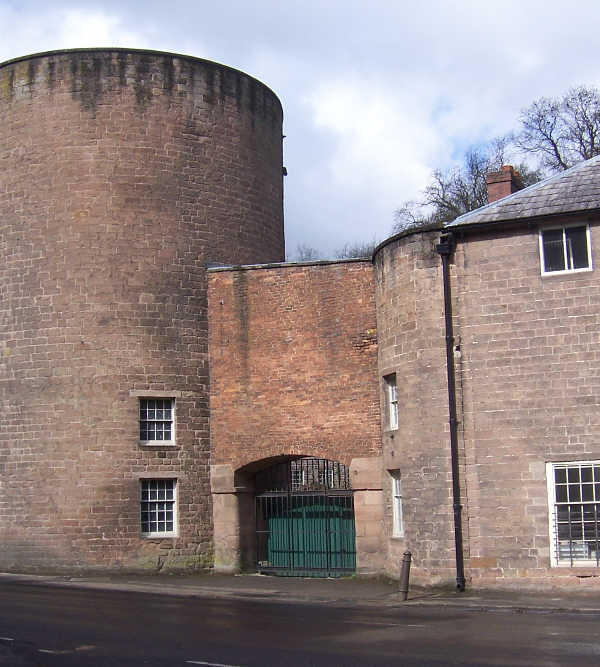
Acceso al molino de Arkwright.

Aunque en un principio la primera etapa del proceso en el molino consistía en el cardado a mano del algodón, en 1775 Arkwright obtuvo una segunda patente por una máquina de cardado hidráulica, lo que incrementó significativamente la producción y propagó rápidamente la fama de la factoría de Cromford. Pronto erigió nuevos molinos, llegando a emplear a 1000 trabajadores solamente en el de Cromford. Muchos otros molinos se levantaron bajo su licencia, incluyendo algunos en Lancashire, en Escocia y Alemania. Samuel Slater, un aprendiz de Jedediah Strutt, llevó clandestinamente los secretos de las máquinas de Arkwright a América, fundando la primera factoría hidráulica de América y una gran industria algodonera.
En 1779, Arkwright ordenó instalar un cañón en la torre para defender la fábrica de los posibles desmanes de otros trabajadores textiles, quienes ya habían incendiado algunos molinos en Birkacre (Lancashire). Por fortuna, jamás llegaría a ser usado.
La reputación de Arkwright se vería enturbiada cuando sus patentes fueron reclamadas en los tribunales, perdiendo las principales al demostrarse que se trataba de ideas tomadas de terceros. Aun así, al morir en 1792, Sir Richard Arkwright había pasado de ser un barbero analfabeto a convertirse en la persona más rica de Gran Bretaña después de la realeza.
El molino de algodón dejó de funcionar en el siglo XIX y sus edificios fueron destinados a otras funciones, convirtiéndose finalmente en una tintorería. En 1979, la Arkwright Society compró el edificio, que actualmente es un monumento clasificado de grado I, y comenzó la larga tarea de restaurarlo a su estado original.
Uno de los hechos que subrayan la importancia de este lugar es el haberse convertido en la primera factoría de hilado de algodón exitosa, marcando de forma inequívoca un camino a seguir que fue ampliamente emulado.

## Ilustraciones

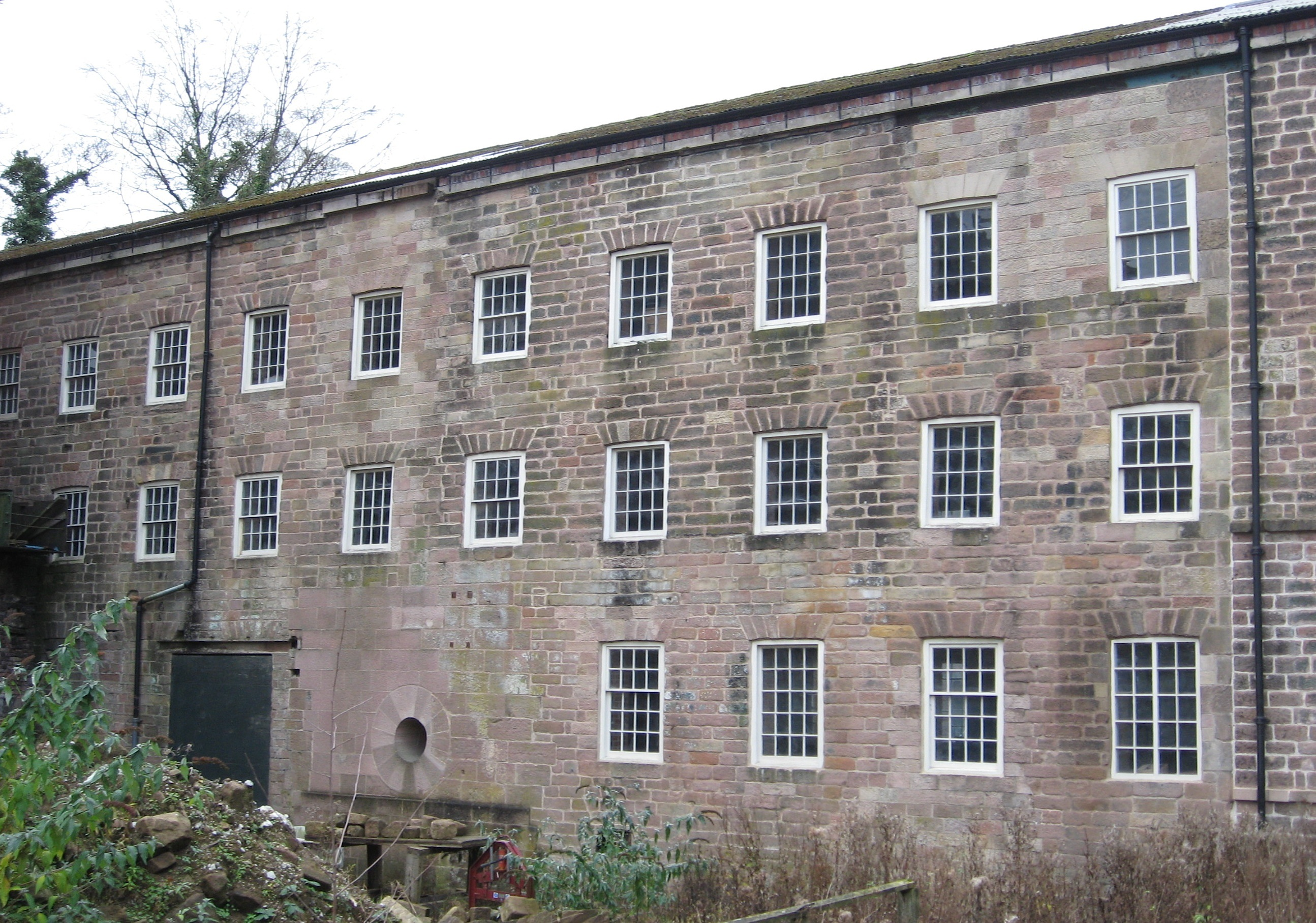
Tres de las cinco plantas que permanecen del molino original.
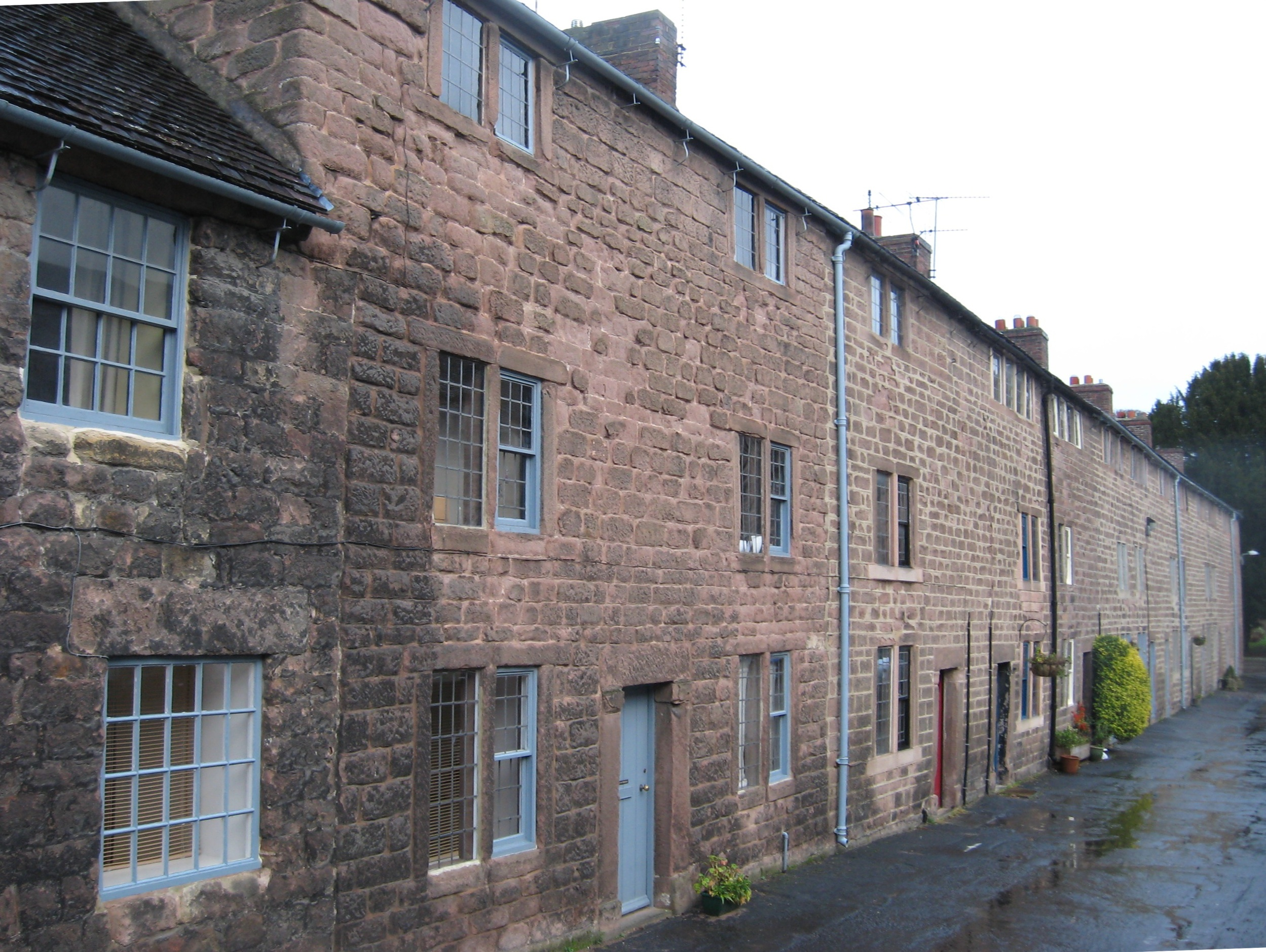
Alojamiento de los hiladores, North Street, Cromford.